# Neda Aberle
Neda Aberle (Slavonski Brod,  1948.) je hrvatska liječnica i profesorica na Medicinskom fakultetu u Osijeku.

## Životopis
Rođena je 1948. godine u Slavonskom Brodu, gdje je završila osnovnu školu i gimnaziju. Ondje je pohađala i glazbenu školu (smjer klavir).
Studij medicine je završila na Medicinskom fakultetu Sveučilišta u Zagrebu (1967-72.). Od tada desetljećima radi kao liječnica u Slavonskom Brodu, kao pedijatrica pri Službi za zaštitu djece Opće bolnice "Dr. Josip Benčević". Od 1999. godine je primarijus, a 2002. je postala rukovoditeljicom Službe za zaštitu zdravlja djece i mladeži. Od 2009. god djeluje i pri KBC Osijek, kao predstojnica Klikine za pedijatriju.
Specijalizaciju pedijatrije obavila je 1976-80. na Klinici za dječje bolesti Kliničkog bolničkog centra u Zagrebu. Poslijediplomski studij Kliničke pedijatrije apsolvirala je na Medicinskom fakultetu u Zagrebu (1978-9.), gdje je 1983. godine stekla naslov magistra medicinskih znanosti. Doktorsku disertaciju pod naslovom “Odnos tkivne i krvne eozinofilije, IgE i ostalih značajki astme u djece” obranila je 1995. godine, također na Medicinskom fakultetu u Zagrebu. Docenturu je obranila 2003. god. na Medicinskom fakultetu Sveučilišta u Osijeku s temom “Tuberkuloza u dječjoj dobi”.
Neda Aberle predaje pedijatriju na Medicinskom fakultetu u Osijeku, gdje predaje i na doktorskom studiju. Od 2008. god. je predstojnica Katedre za pedijatriju na Visokom zdravstvenom studiju Sveučilišta u Zadru.
Tijekom desetljeća rada u struci, provela je studijske boravke na pedijatrijskim klinikama u Irskoj (1997., ( Klinika "Our Lady,s Hospital for Sick Children", Dublin) i Njemačkoj (1998. godine, Klinika za kronične bolesti pluća u djece u Bad Lippspringe).
Uže područje stručnog interesa prof. dr. sc. Nede. Aberle je pedijatrijska alergologija, klinička imunologija te pulmologija.
Umirovljena je, te djeluje kao redovni profesor medicine u trajnom zvanju.

## Znanstveni rad
Prof. dr. Neda Aberle autorica je preko 300 znanstvenih članaka, a 68 puta je bila pozvana kao predavač na stručnim i znanstvenim savjetovanjima. Urednica je 3 fakultetska medicinska udžbenika, 14 zbornika za poslijediplomsku nastavu, te koautorica 2 knjige.
Istražuje astmu, tuberkulozu i druge plućne bolesti u djece. Također izučava imunologiju i alergologiju u kontekstu dječjeg zdravlja i zdravlja odraslih.

## Vanjske poveznice
- Hrvatska znanstvena bibliografija: Neda Aberle